# Wampir

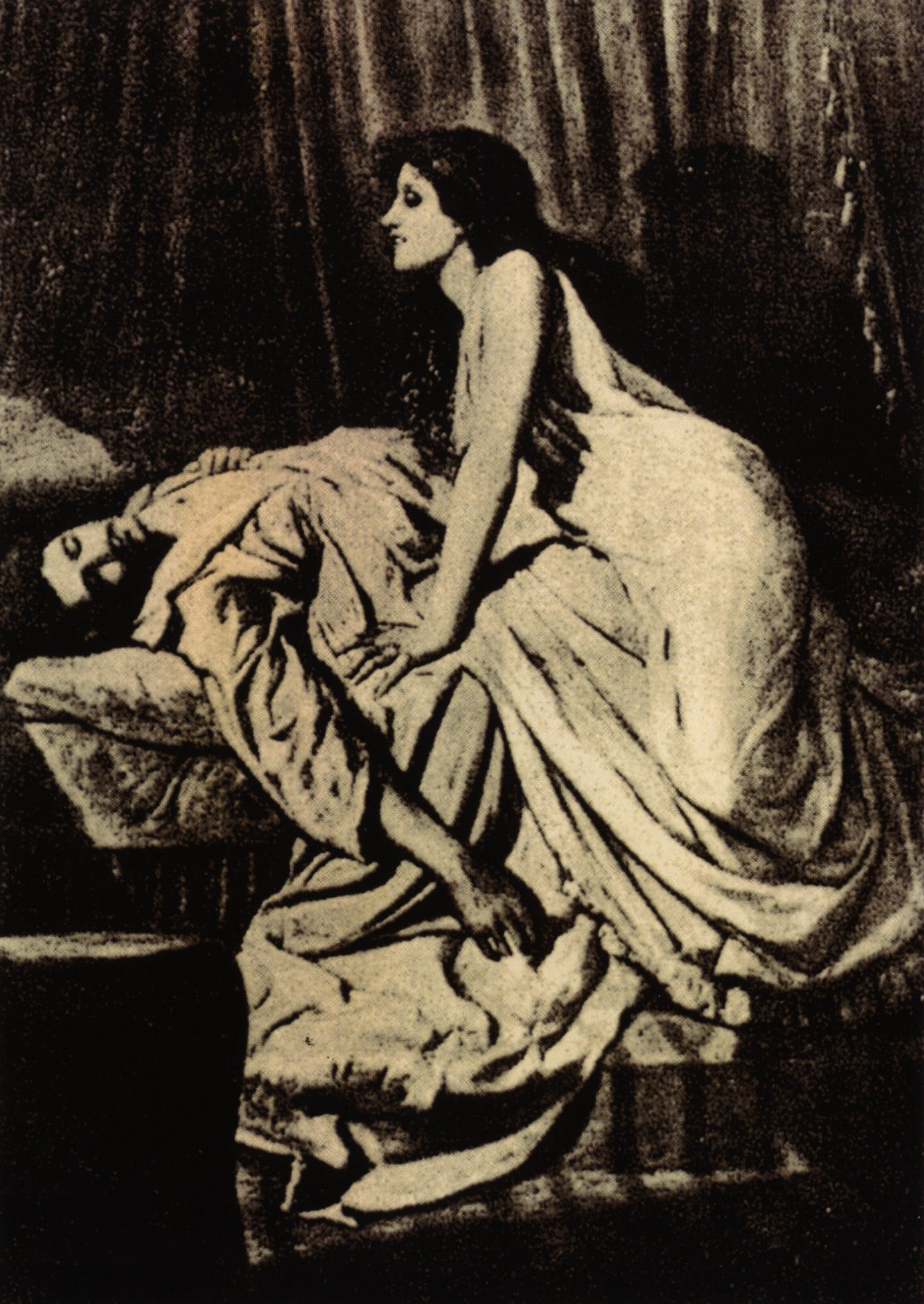
Philip Burne-Jones, Wampir, 1897

Wampir – istota demoniczna, zazwyczaj pijąca krew ludzi, obecna w wierzeniach ludowych w wielu kulturach oraz współcześnie w kulturze popularnej.

## Etymologia
Słowiański wąpierz  (upiór, upir, martwiec, wiesczy, wupi, wuki – od prasłowiańskiego *ǫpirь, scs. ǫpyrь/ѫпырь) trafił do kultury angielskiej pod nazwą „vampyre” [wampir], spopularyzowaną przez powieść Brama Stokera Dracula z 1897 roku, a także wcześniejsze powieści Giaur George’a Byrona z 1813, Wampir Johna Williama Polidoriego z 1819 i Carmilla Josepha Sheridana Le Fanu z 1872. Wraz z kulturą masową powrócił do nas jako „wampir”.
W polskiej kulturze ludowej cechy wampira posiadają upiór i  strzyga/strzygoń.
Niektórzy badacze wywodzą słowo wampir z języka tureckiego. Za tym podąża teoria, że całe pojęcie wampiryzmu ostatecznie wywodzi się z kultury chińskiej, skąd przeniknęła do Słowian za pośrednictwem ludów właśnie tureckiej rodziny językowej. Miało to być związane z leczeniem chorób krwi za pomocą podawania chorym krwi bydła – skąd później rodziły się obawy, iż niektórzy zabijali ludzi, by pić ich krew.

## Opis

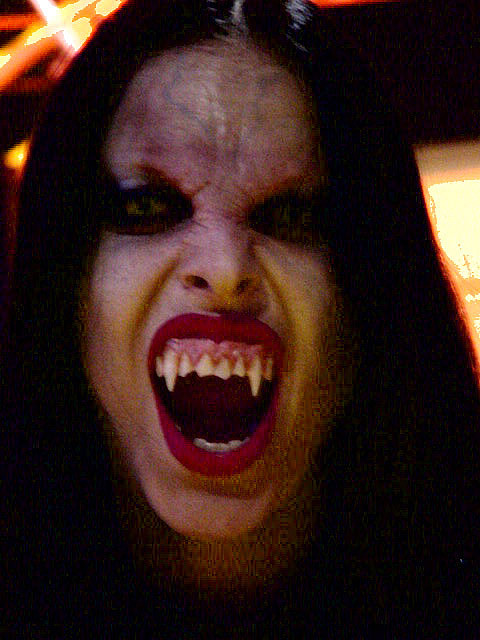
Kostium i charakteryzacja wampira

Wyobrażenia wampira związane były z przekonaniem, że niektórzy zmarli mogą wychodzić z grobów i w różny sposób szkodzić żyjącym, głównie poprzez wypijanie ich krwi. W ten sposób demon odżywia swoje martwe ciało i powstrzymuje proces jego rozkładu. Swoją działalność podejmuje tylko w nocy, gdyż światło słońca jest dla niego zazwyczaj zabójcze. Sypia zwykle w trumnie, często w swej rodowej posiadłości. Jego charakterystycznym znakiem rozpoznawczym są wydłużone kły, sporadycznie zęby przednie (Nosferatu). Trudno jest jednak podać jednolity opis wampira, ponieważ w każdym dziele jego cechy różnią się – np. u Anne Rice wampiry od razu umierają od światła słonecznego, a Drakula po wystawieniu na nie tylko traci swoje moce.
Od czasów romantyzmu wampir stał się popularnym motywem wykorzystywanym w różnych dziedzinach sztuki i rozrywki. Z postaci z wierzeń ludowych, wampir przerodził się w element kultury popularnej, wykorzystywany głównie w filmie – horrorze, ale także komedii. Klasycznymi postaciami wampirów w kulturze popularnej stali się Nosferatu i Drakula; zwłaszcza imię tego drugiego stało się wręcz synonimem wampira. Wampiryzm od czasu romantyzmu łączony był także często z erotyzmem. Współcześnie koncepcja wampira pojawia się również często w publikacjach psychologicznych i ezoterycznych rozwijających koncepcję wampiryzmu emocjonalnego (psychicznego) lub energetycznego. Mianem wampira określa się często seryjnych morderców oraz osoby, które spożywają symboliczną dawkę krwi od dobrowolnych dawców, jest to tak zwany sanguarianizm.

## Wizerunek wampira w literaturze i filmie
Istnieją znaczne rozbieżności pomiędzy przedstawianymi wizerunkami wampira. Obejmują one prawie wszystkie możliwe aspekty tych istot. Do najważniejszych różnic należą:

### Wygląd

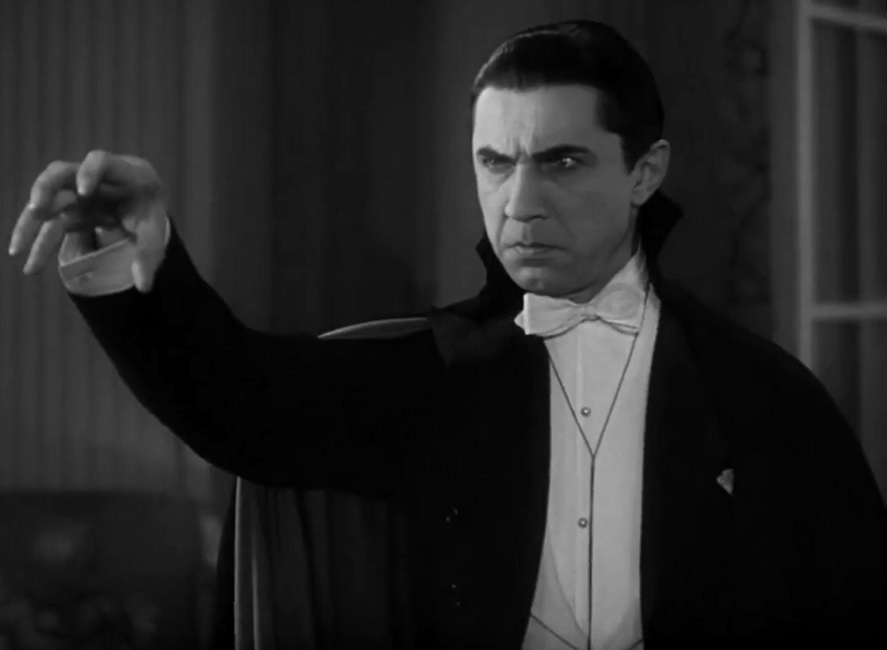
Béla Lugosi jako hrabia Dracula, kadr z ekranizacji z 1931

- Potworny (Nosferatu, Buffy: Postrach wampirów, Od zmierzchu do świtu),
- Przeciętny – niezbyt albo w ogóle nie różniący się od ludzi (Blade, Kaznodzieja, Czysta krew, Dracula, Wiedźmin),
- Przystojny (Kroniki wampirów, Dracula 2000, BloodRayne, Pamiętniki wampirów, Świat nocy, Zmierzch).

W systemie gry RPG Wampir: Maskarada różne klany przejawiają różne cechy wyglądu (np. Nosferatu są potworni, a Toreadorzy piękni). Tytułowa postać Księżniczki Andrzeja Pilipiuka – Monika Stjepanković (Kuzynki, Księżniczka, Dziedziczki) różni się od najczęściej przedstawianych w literaturze wampirów między innymi tym, że zamiast ostrych zębów posiada ssawkę. W mandze i anime Wampirzyca Karin wampirom kły rosną, dopiero gdy zamierzają kogoś ugryźć. Cassidy z Kaznodziei nie posiada nawet tej wampirzej cechy – swoje ofiary atakuje przy pomocy w pełni ludzkiego zgryzu; jedynym elementem wyróżniającym go spośród śmiertelników są ukrywane za ciemnymi okularami oczy, po których widać jego wiek. W Hellsingu Alucard może przybierać postać każdej istoty, której krew wypił.

### Zdolności
Występują od zupełnie łamiących prawa fizyki (Dracula, Hellsing), poprzez graniczące z niemożliwymi (Kroniki wampirze, Kaznodzieja), po nadludzkie, lecz wytłumaczalne fizycznie (Blade, Zmierzch, Co robimy w ukryciu). Zaliczać się do nich mogą:
- lewitacja lub latanie,
- nadzwyczajna siła,
- teleportacja lub bardzo szybkie przemieszczanie się,
- przenikanie przez ściany[3]
- psychokineza,
- hipnoza,
- możliwość zamiany w zwierzęta (nietoperza)
- niewidzialność
- czytanie w myślach
- zatrzymanie czasu
- przewidywanie przyszłości
- zdolność do manipulacji ludzkimi wspomnieniami, uczuciami (gł. strachem, lękiem) itp.

W Wiedźminie niektóre ze zdolności uaktywniają się pod działaniem światła księżyca w pełni. W Drakuli Brama Stokera wampiry posiadają "siłę dwudziestu ludzi", posługują się nekromancją – ma pod władaniem wszystkich zmarłych znajdujących się w pobliżu. Może też stawać się niewidocznym, a także zmieniać się w mgłę. W sadze Zmierzch wampirzy oddech wabi ludzi. Serial telewizyjny Pamiętniki wampirów przedstawia stworzenia te również jako wytrzymałe na ból (gdy żywią się ludzką krwią, prawie go nie odczuwają).

### Pochodzenie
- Klątwa (Dracula)
- Ugryzienie innego wampira
- Zakaźna mutagenna choroba (Blade, Underworld, GUNNM: Last Order)
- Cecha genetyczna (Księżniczka)
- Sztucznie stworzone (Hellsing, Cyber City Oedo 808)
- Osobny gatunek (Wiedźmin, Wampirzyca Karin, Blade)

Podobnie jak w niektórych innych utworach o wampirach (np. Wywiad z wampirem) osoba stająca się wampirem od momentu inicjacji przestaje się starzeć. Jeśli wampirem staje się dziecko lub nastolatek, zachowuje ono niedojrzały wygląd (Kroniki wampirze, Co robimy w ukryciu). W cyklu „Nekroskop” wampiry przybyły z wszechświata równoległego. W serialu „Pamiętniki Wampirów”, pierwsze wampiry powstały poprzez zaklęcie czarownicy, pragnącej chronić swoje dzieci przed śmiercią.

### Krzyżowanie
Niektóre źródła pozwalają na ludzko-wampirze krzyżówki, zwane dhampirami (Akademia wampirów, Blade, BloodRayne, Vampire Hunter D, Zmierzch, Castlevania), inne wykluczają ich powstanie (Kroniki wampirze). W filmie Underworld możliwa okazała się hybryda wampira z wilkołakiem. W „Nekroskopie” występują półwampiry, obdarzone nieśmiertelnością i niektórymi zdolnościami wampirów, jednakże niezdolne do rozmnażania się. W Zmierzchu ludzko-wampirze hybrydy posiadają nadludzkie umiejętności tj. ostre zmysły, siłę, szybkość, ale trochę słabsze niż u wampirów oraz twardą skórę i znakomitą pamięć, są też nieludzko piękne i blade, po osiągnięciu dojrzałości stają się nieśmiertelne. Potrzebują snu i mogą żywić się jak ludzie.

### Śmiertelność

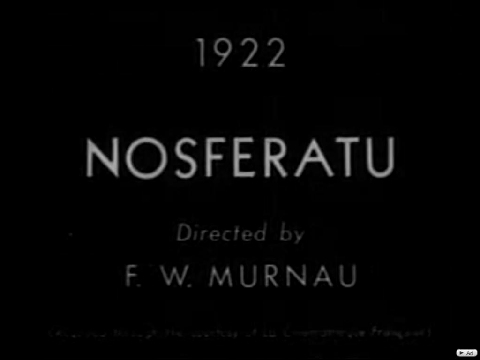
Kadr z filmu Nosferatu, 1922

Wampiry zazwyczaj nie starzeją się (jeden z wyjątków: A. Pilipiuk, Vlana). Mogą jednak umrzeć na wiele innych sposobów, na przykład:
- Przebicie kołkiem, zazwyczaj osinowym (np. Dracula),
- Rozczłonkowanie ich i spalenie (Zmierzch),
- Wystawienie na światło słoneczne (Wywiad z wampirem, Wampirzyca Karin, Underworld, Kaznodzieja, Królowa Potępionych, Pamiętniki Wampirów),
- Wypicie przez niego krwi umarłego (Wywiad z wampirem)[9].

Emiel Regis wykazuje całkowitą niewrażliwość na ogień. Po odcięciu głowy regeneracja trwała pięćdziesiąt lat, zanim powrócił do formy. W jednym z tomów Kaznodziei pt. Krew i whiskey Cassidy przyznaje, że poza światłem słonecznym nie istnieje żadna skuteczna broń na wampira, a kołek, chociaż sprawia ból, także nie jest w stanie uśmiercić krwiopijcy. W Pamiętnikach wampirów i Kronikach Wampirzych gdy zostanie zabity jeden z pierwotnych wampirów (tych od których pochodzi cały gatunek), giną wszystkie wampiry stworzone z jego krwi.

### Słabe punkty

#### Srebro
Choć częściej przypisywana wilkołakom, niektóre dzieła nadają ją również wampirom (Blade, trylogia: Kuzynki, Księżniczka, Dziedziczki, Hellsing, Czysta krew, Pod osłoną nocy, Co robimy w ukryciu, Mroczne Cienie). W „Nekroskopie” jest tłumaczona jako zwykła alergia. Według niektórych autorów wstręt do srebra (jak również przebicie osinowym kołkiem) ma swoje początki w religii, konkretnie u Judasza Iskarioty, który po zdradzie Chrystusa rozsypał srebro (budzące u niego wstręt) oraz powiesił się na drzewie, z którego wykonywano kołki osinowe.

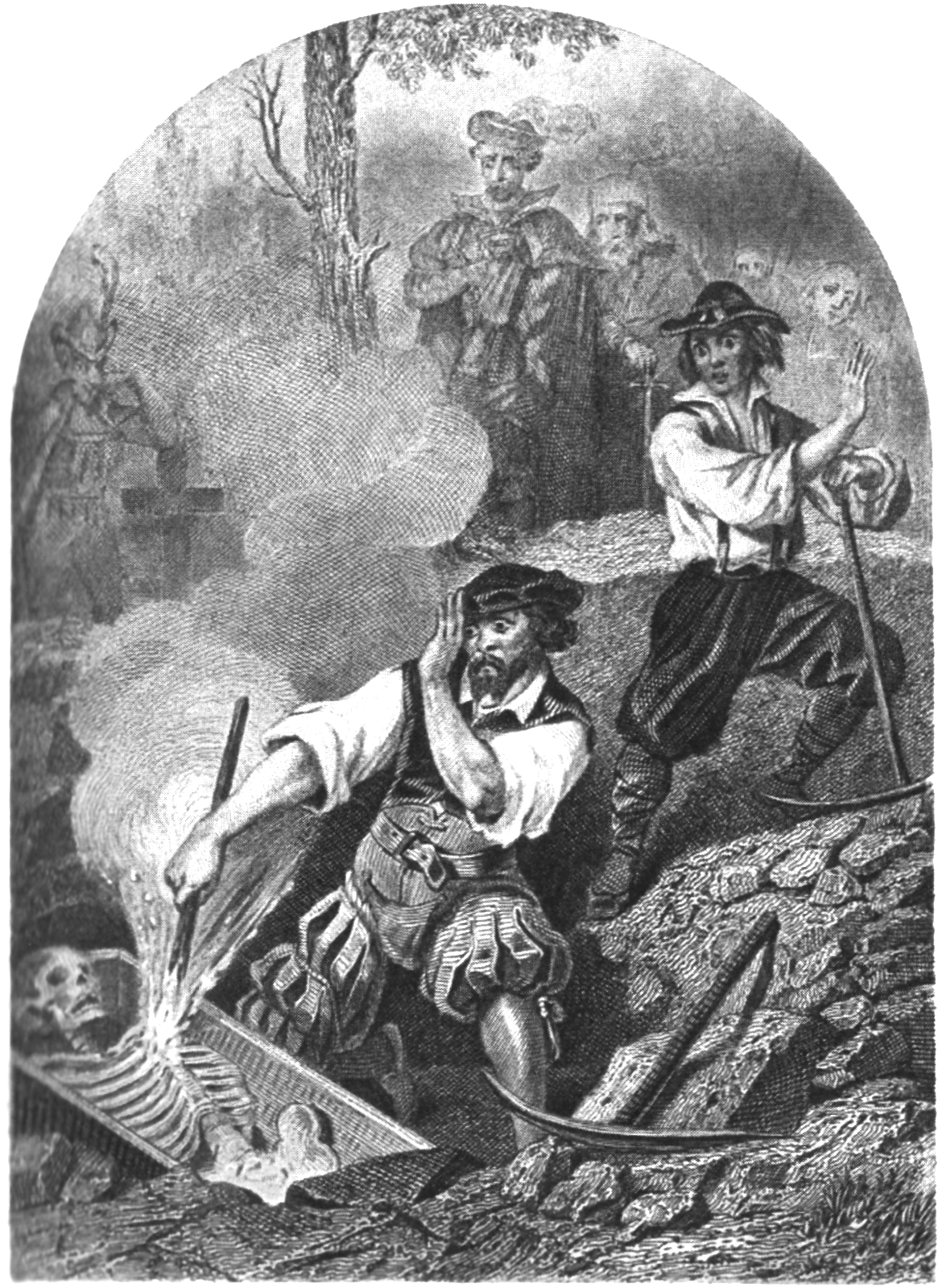
Ekshumacja i palenie zwłok osoby posądzonej o wampiryzm; litografia R.de Moraine’a

#### Symbole religijne
W niektórych dziełach wampiry przejawiają lęk, fizyczny dyskomfort lub bezpośrednie obrażenia w przypadku kontaktu z symbolami religijnymi, takimi jak krzyże i woda święcona (Dracula, Buffy: Postrach wampirów, Co robimy w ukryciu, Straceni Chłopcy), w innych wampiry są na nie całkowicie odporne – Kroniki wampirze (w Wampirze Lestacie Lestat i Gabrielle spędzają dzień w krypcie w katedrze), Blade, Pod osłoną nocy, Czysta krew, Karin (Wampirzyca stwierdza tam, że przekonanie o wrażliwości na święte symbole wzięło się stąd, że większość wampirów to ateiści) Wampir: Maskarada (choć w systemie Wampir: Maskarada wampiry i inne stworzenia są wrażliwe na tzw. Prawdziwą Wiarę, bez znaczenia na to jakiego wyznania jest posiadacz Prawdziwej Wiary), Łowcy wampirów, trylogia: Kuzynki, Księżniczka, Dziedziczki (Monika jest osobą wierzącą i regularnie chodzi do cerkwi). Cassidy zostaje potępiony osobiście przez samego Boga, który nazywa go „Bestią”, jednak to nie zmienia jego pogardliwego nastawienia do Kościoła i symboli wiary. W „Zmierzchu” wampiry wierzą w Boga, ale uważają się za potępione, skazane na piekło lub za istoty bez duszy.

#### Światło
Nadwrażliwość na światło jest cechą wspólną wszystkich legend o wampirach, jednak w różnych dziełach jest ona w różnym stopniu nasilona, np.:
- strach przed każdym jaśniejszym oświetleniem (Lestat w Wywiadzie z Wampirem boi się światła elektrycznego),
- śmierć/oparzenia od bezpośredniego kontaktu ze światłem słonecznym (Kroniki wampirze, Buffy: Postrach wampirów, Wampir: Maskarada, Black Blood Brothers, Mroczne Cienie, Kaznodzieja),
- osłabienie przez światło słoneczne (Wiedźmin, Pod osłoną nocy, Drakula),
- zwiększona wrażliwość na słońce (Wampirzyca Karin),
- zupełna niewrażliwość na słońce (Księżniczka, Legacy of Kain)

Zjawisko to jest czasem tłumaczone jako krytyczne uczulenie na ultrafiolet, co pozwala wampirom np. na bezpieczne poruszanie się za dnia dzięki kremom z filtrem UV (Blade, Underworld). W sadze Zmierzch światło nie szkodzi wampirom, ale w jasnym słońcu ich skóra błyszczy, więc, zwłaszcza na południu, nie mogą wychodzić w dzień, aby uniknąć rozpoznania. W sadze Pamiętniki wampirów na wychodzenie na światło pozwalają im specjalne pierścienie, które nie wszyscy posiadają. Bez nich na słońcu płoną. W książkach Anne Rice im wampir jest starszy, tym bardziej odporny jest na słońce (wyjątkiem był Lestat po napiciu się krwi Akashy), dlatego niektóre stare wampiry jak np. Maharet lub Pandora wychodziły czasem na słońce by „nabrać bardziej ludzkich kolorów” (zamiast płonąć, szybko się opalały). W serii „Dary anioła” światło słoneczne może zabić wampira, chyba że jest tzw. Chodzącym Za Dnia (np. Simon po wypiciu krwi Jace’a).

#### Czosnek
W wielu tekstach kultury czosnek (a także, rzadziej, cebula  i pieprz) szkodzi wampirom, jednak można zauważyć różnice w jego działaniu:
- silna awersja do czosnku bądź każdego mocniejszego zapachu (Dracula, Hellsing, Wampirzyca Karin),
- uczulenie bądź mocne reakcje fizyczne na czosnek (Miasteczko Salem, Nekroskop),
- natychmiastowa śmierć przy kontakcie z czosnkiem (Blade),
- brak reakcji na czosnek (Kroniki wampirze, Kaznodzieja, Pamiętniki wampirów, Zmierzch).

### Zagrożenie dla ludzi
W tradycji ludowej wampiry zawsze stanowiły śmiertelne zagrożenie dla ludzi, ponieważ piły ich krew, co prowadziło do śmierci człowieka, bądź przemiany w wampira (Wpuść mnie, Miasteczko Salem). W niektórych współczesnych utworach literackich wampiry mogą jednak być przyjazne ludziom, np. poprzez picie zwierzęcej krwi zamiast ludzkiej (Zmierzch, Księżniczka, Kaznodzieja, Pamiętniki wampirów). Niektóre, na przykład Regis, przestają pić krew w ogóle, jeśli mogą sobie na to pozwolić. W serii książek Anne Rice młode wampiry musiały odżywiać się prawie cały czas czując bardzo silny głód, za to stare wampiry mogły żywić się nawet raz na kilkadziesiąt lat. Wampiry mogą też tworzyć z ludzi swoich sług (Co robimy w ukryciu, Drakula, Pamiętniki wampirów).

### Metody ochrony i zapobiegania
Wśród metod ochrony przed wampirami znane są na przykład:
- chowanie zmarłego (nagła śmierć) z dala od osady / wioski / miasteczka[15]
- chowanie poronionego płodu (Poroniec) pod murem cmentarza[15]
- trzykrotne rzucenie ziemi na trumnę[16]
- rzucanie kamieni na mogiłę lub usypywanie z nich kopca[16]
- unieruchomienie zwłok przed pochówkiem
- odcinanie głowy i umieszczanie jej powyżej korpusu ciała
- przebijanie ciała zmarłego ostrymi przedmiotami
- umieszczanie w trumnie rozmaitych narzędzi
- obracanie zmarłego twarzą do ziemi[17]
- ćwiartowanie zwłok
- palenie ciała[18]

### Inne
Wampiry z wierzeń bułgarskich miały chrząstkę zamiast kości; w powieści Rafała Dębskiego Kiedy Bóg zasypia pojawia się młody upiór bez kości.
W Gospodzie pod Upiorkiem Stanisława Pagaczewskiego cechą szczególną wampira jest głowa trzymana pod pachą.

#### Stosunek do wilkołaków
W różnych dziełach wampiry mają różny stosunek do wilkołaków, chociaż najczęściej przyjmuje się, że te dwa gatunki są do siebie wrogo nastawione. Czasami jednak współpracują z nimi lub nawet przyjaźnią się (Vlana, Co robimy w ukryciu). Wampiry w „Pamiętnikach wampirów” giną przez ugryzienie wilkołaka.

## Odmiany wampirów
We współczesnych tekstach kultury wampiry często występują w wielu odmianach, zhierarchizowanych lub nie. W cyklu Patrole poza zwykłymi wampirami występują wampiry wyższe. W świecie sagi o wiedźminie występują: wampir wyższy, alp, katakan, mula, bruxa, nosferat, fleder, ekimma; 

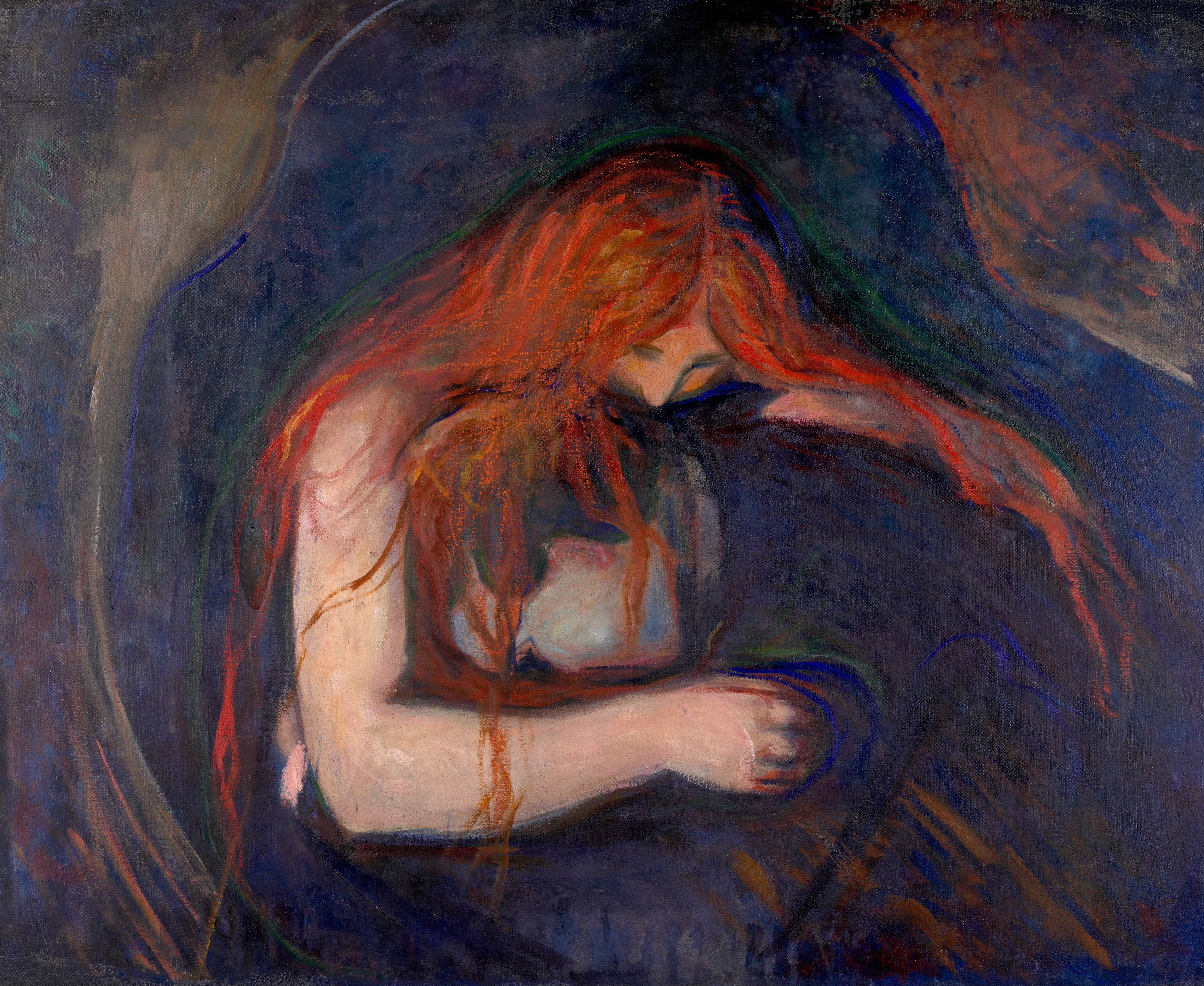
Wampir – Edward Munch, 1895

W Ani słowa prawdy: wampir czarny (kostropaty), wampir brunatny (krwiopijca), wymarły wampir siny (królewski) i niezwykle rzadki wampir cesarski; W Mrocznej Wieży − wampiry pierwszej, drugiej i trzeciej kategorii. W grze fabularnej Wampir: Maskarada i uniwersum „Świata Mroku” wampiry podzielone są na klany, każdy z nich posiada specjalne i unikalne zdolności, ponadto istnieje 13 pokoleń wampirów. W grze Vampyr można znaleźć cztery rodzaje wampirów: Ekon, Skal, Vulkod i Nemrod.

### Dhampiry

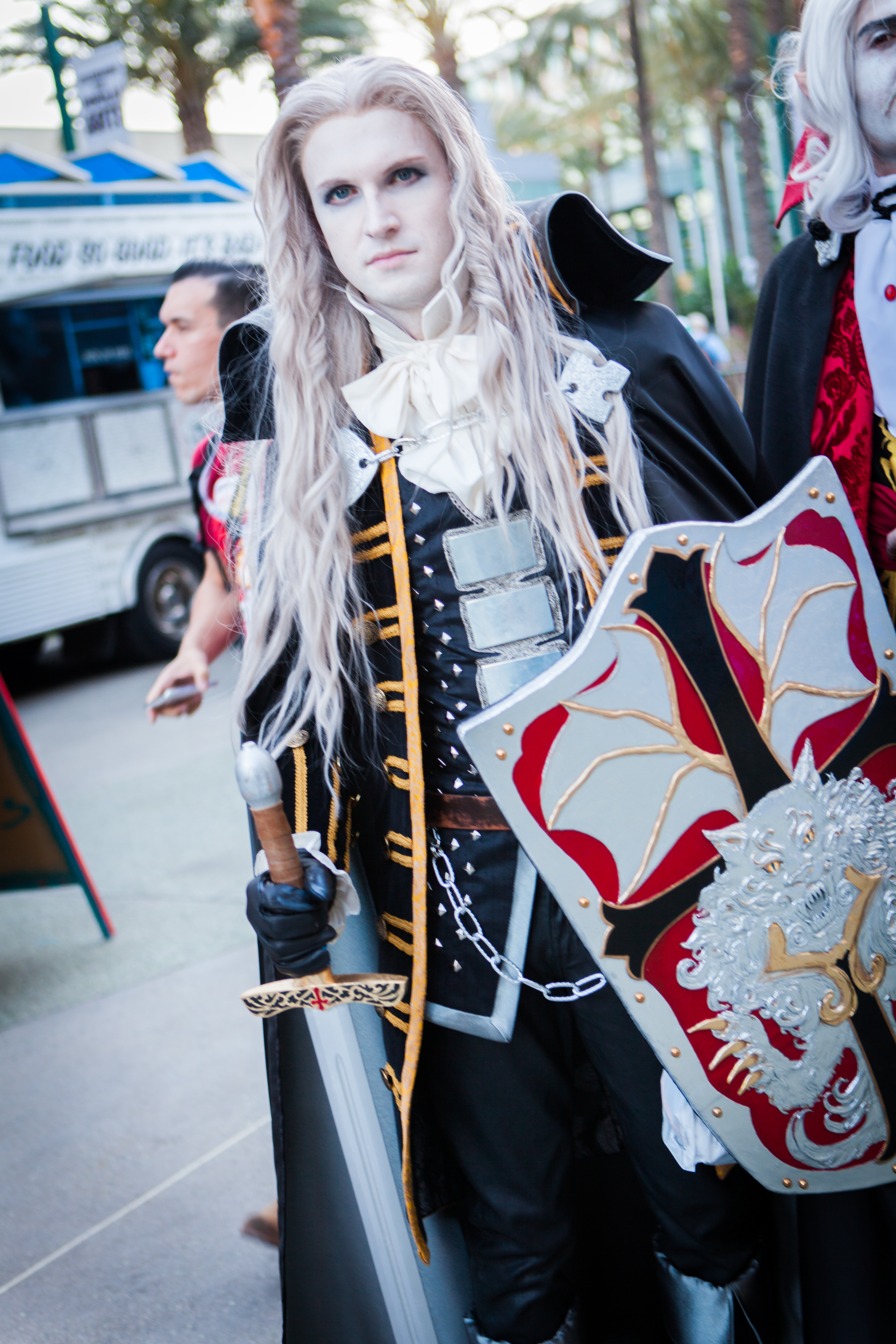
Fanowski cosplay Alucarda z serii gier Castlevania.

Mityczna istota, mieszaniec, wampir półkrwi, rodzący się ze związku ludzkiej matki i wampirycznego ojca, lecz w filmie Hotel Transylwania 2 było odwrotnie. Dhampiry wywodzą się z folkloru romskiego.
W przeciwieństwie do wampirów, wokół których przez wieki narosły i utrwaliły się mity, legendy i przesądy, dhampiry obecne są w szerszej świadomości twórców i czytelników fantastyki od stosunkowo niedawna. Wskutek tego pisarze czy scenarzyści nadal przypisują dhampirom cechy pożądane dla konkretnego bohatera, przez co trudno jest dokładnie scharakteryzować posiadane przez mieszańców moce. Ogólnie przyjmuje się, że dhampir po ojcu dziedziczy pewne zdolności właściwe tylko wampirom. Mogą być one różne, indywidualne dla każdego dhampira, np. jeden dhampir może przebywać na świetle słonecznym, musi za to pić krew, inny nie może przebywać na słońcu, ale nie musi pić krwi, jeszcze inny może przebywać na słońcu i nie pić krwi. Dhampiry ze względu na wampirze dziedzictwo posiadają także nadprzyrodzone umiejętności takie jak: czynnik regeneracyjny, ostre zmysły, wytrzymałość, siłę i szybkość, niektóre z nich są uderzająco urodziwe zależnie od wizerunku wampira w folklorze. Może także się zdarzyć, że dhampir zaaklimatyzuje się do otaczającego go świata i będzie mógł funkcjonować niemal jak człowiek. Po matce-człowieku dhampiry dziedziczą przeważnie ludzkie słabości i uczucia, jak np. miłość, strach, nienawiść.
Dhampiry często stają po stronie dobra, walcząc z prawdziwymi wampirami. Najbardziej znanymi dhampirami są Alucard (Castlevania), Blade (Blade: Wieczny łowca; chociaż Blade został wampirem w wyniku ukąszenia matki przez wampira w ostatnim miesiącu ciąży, a nie w wyniku współżycia seksualnego), Rayne (BloodRayne), Rose Hathaway i Dimitri Bielikov (Akademia Wampirów), Renesmee Cullen (Zmierzch), Catherine Crawfield – Cat (Night Huntress – „W pół drogi do grobu”, Jeaniene Frost) i D (Vampire Hunter D).